# Alexander Isak
Alexander Isak (Solna, 21 september 1999) is een Eritrees-Zweedse voetballer die doorgaans als aanvaller speelt bij Newcastle United. Isak debuteerde in 2017 in het Zweeds voetbalelftal.

## Clubcarrière
Isak werd geboren in Solna als zoon van Eritrese ouders. Op zesjarige leeftijd sloot hij zich aan bij de jeugdopleiding van AIK Fotboll. Hiervoor maakte hij op 28 februari 2016 zijn debuut in het eerste elftal, tijdens een wedstrijd in het toernooi om de beker tegen Tenhult. De aanvaller maakte het zesde en laatste doelpunt voor AIK. Op 7 april 2016 debuteerde hij in de Allsvenskan, tegen Östersunds FK. Hij scoorde meteen bij zijn competitiedebuut. Op 21 september 2016 maakte Isak twee treffers tegen Djurgårdens IF. Hij kwam in zijn eerste jaar uiteindelijk tot tien doelpunten in 24 competitiewedstrijden.
Isak tekende in januari 2017 een contract tot medio 2022 bij Borussia Dortmund. Hier kwam hij in zijn eerste twee jaar zelden aan spelen toe. De Duitse club verhuurde hem in januari 2019 voor een halfjaar aan Willem II. Voor die club maakte Isak op zaterdag 30 maart 2019 drie doelpunten tijdens een met 3–2 gewonnen competitiewedstrijd thuis tegen Fortuna Sittard, alle drie uit een penalty. Hij was de eerste speler ooit die op deze manier een hattrick maakte in de Eredivisie. Isak maakte in zijn halve jaar bij Willem II dertien doelpunten in zestien competitiewedstrijden en één in de KNVB beker. Dit overtuigde Borussia Dortmund er niet van om hem in dienst te houden. De Duitse club verkocht hem na terugkomst aan Real Sociedad, dat circa € 10 miljoen voor hem betaalde. Isak maakte op 17 augustus 2019 zijn competitiedebuut voor Real Sociedad, in een uitwedstrijd tegen Valencia. Toen werd hij er in de 71e minuut bij een 1–0 achterstand ingebracht voor Adnan Januzaj. De wedstrijd eindigde in 1–1. In de zomer van 2022 verkaste Isak naar Newcastle United voor een bedrag van € 70 miljoen. Op 16 maart 2025 scoorde hij een doelpunt in de 2-1 overwinning op Liverpool in de finale van de EFL Cup, waarmee hij de eerste prijs voor zijn club sinds 1955 veilig stelde.

## Clubstatistieken
| Seizoen | Club              | Competitie       | Competitie | Competitie | Beker | Beker | Internationaal | Internationaal | Totaal | Totaal |
| Seizoen | Club              | Competitie       | Wed.       | Dlp.       | Wed.  | Dlp.  | Wed.           | Dlp.           | Wed.   | Dlp.   |
| ------- | ----------------- | ---------------- | ---------- | ---------- | ----- | ----- | -------------- | -------------- | ------ | ------ |
| 2016    | AIK Fotboll       | Allsvenskan      | 24         | 10         | 1     | 1     | —              | —              | 25     | 11     |
| 2016/17 | AIK Fotboll       | Allsvenskan      | 0          | 0          | 1     | 2     | 3              | 0              | 4      | 2      |
| 2016/17 | Borussia Dortmund | Bundesliga       | 0          | 0          | 1     | 0     | —              | —              | 1      | 0      |
| 2017/18 | Borussia Dortmund | Bundesliga       | 5          | 0          | 3     | 1     | 4              | 0              | 12     | 1      |
| 2018/19 | Borussia Dortmund | Bundesliga       | 0          | 0          | 0     | 0     | —              | —              | 0      | 0      |
| 2018/19 | → Willem II       | Eredivisie       | 16         | 13         | 2     | 1     | —              | —              | 18     | 14     |
| 2019/20 | Real Sociedad     | Primera División | 37         | 9          | 8     | 7     | —              | —              | 45     | 16     |
| 2020/21 | Real Sociedad     | Primera División | 34         | 17         | 2     | 0     | 8              | 0              | 44     | 17     |
| 2021/22 | Real Sociedad     | Primera División | 32         | 6          | 3     | 1     | 6              | 3              | 41     | 10     |
| 2022/23 | Real Sociedad     | Primera División | 2          | 1          | 0     | 0     | —              | —              | 2      | 1      |
| 2022/23 | Newcastle United  | Premier League   | 22         | 10         | 5     | 0     | —              | —              | 27     | 10     |
| 2023/24 | Newcastle United  | Premier League   | 30         | 21         | 5     | 3     | 5              | 1              | 40     | 25     |
| 2024/25 | Newcastle United  | Premier League   | 22         | 17         | 6     | 2     | —              | —              | 28     | 19     |
| Totaal  | Totaal            | Totaal           | 211        | 91         | 33    | 17    | 26             | 4              | 270    | 112    |

Bijgewerkt op 13 februari 2025.

## Interlandcarrière
Isak kwam uit voor verschillende Zweedse nationale jeugdploegen. In 2016 debuteerde hij in Zweden –21. Isak maakte op 8 januari 2017 zijn debuut in het Zweeds voetbalelftal, in een met 1–2 verloren oefeninterland tegen Ivoorkust. Hij viel die dag in de 62e minuut in voor Per Frick. Isak maakte op 12 januari 2017 zijn eerste interlanddoelpunt, de 1–0 in een met 6–0 gewonnen oefeninterland tegen Slowakije. Hij was op dat moment 17 jaar en 113 dagen oud. Daarmee werd hij de jongste doelpuntenmaker ooit in het Zweedse nationale elftal. Hij verbrak een record dat sinds 1912 op naam stond van Erik Dahlström, die achttien jaar en één dag oud was toen hij zijn eerste interlanddoelpunt maakte, tegen Finland.

## Erelijst
| Competitie       |               |               |               |               |
| Competitie       | Aantal        | Jaren         |               |               |
| Real Sociedad    | Real Sociedad | Real Sociedad | Real Sociedad | Real Sociedad |
| ---------------- | ------------- | ------------- | ------------- | ------------- |
| Copa del Rey     | 1x            | 2019/20       |               |               |
| Newcastle United |               |               |               |               |
| EFL Cup          | 1x            | 2025          |               |               |